# Saison 3 de Médium
Chronologie
Saison 2 Saison 4
Cet article présente le guide des épisodes de la troisième saison de la série télévisée américaine Médium.

## Épisodes

### Épisode 1:La vie est un rêve (1repartie)
- États-Unis : 15 novembre 2006 sur NBC / CTV[1]
- Belgique : 13 décembre 2007 sur RTL-TVI
- France : 12 janvier 2008 sur M6
- Suisse : date inconnue sur TSR1
- Québec : date inconnue sur Ztélé

Thomas Jane (Clay Bicks)
Devalos et Scanlon s'occupent de deux affaires : dans la première, un couple a été tué par balles ; dans la seconde, une mère de famille et son enfant de 7 ans sont morts dans un accident de voiture.
Parallèlement, Clay Bicks, journaliste qui s'est tué en Indonésie dans un accident de moto, apparaît devant la porte d'Allison, inconscient de son état de fantôme. Il finit cependant par réaliser qu'il est mort, mais décide de rester auprès d'elle, parce qu'il l'aimait secrètement au lycée, 15 ans auparavant.
Allison partage d'étranges rêves avec Bridgette ; ces rêves concernent les deux affaires dont s'occupent Devalos et Scanlon ; elle sait notamment que l'accident de la route qui a tué la mère et son fils a été provoqué par le conducteur d'une voiture qui a fait une queue de poisson. Bridgette voit des scènes sous forme de dessins animés.

### Épisode 2:La vie est un rêve (2epartie)
- États-Unis : 15 novembre 2006 sur NBC
- Belgique : 13 décembre 2007 sur RTL-TVI
- France : 12 janvier 2008 sur M6

Thomas Jane (Clay Bicks)
Allison et Bridgette continuent de faire les mêmes rêves étranges. Nouvelle affaire criminelle : un riche marchand d'art est attaqué par trois voleurs ; il riposte en état de légitime défense et les tue. Le problème semble réglé. Néanmoins Allison comprend ce que signifient les rêves et en quoi ils sont liés aux affaires de meurtre et à la mort des trois individus. 
Clay refuse toujours de quitter la maison d'Allison, jusqu'au moment où Joe s'adresse à lui et lui explique le degré d'amour qui le lie à son épouse, degré qui ne sera jamais atteint par Clay. Ce dernier décide de les laisser tranquilles. 
Les problèmes de santé de Devalos s'aggravent ; un petit matin il se réveille aveugle. Hospitalisé, il apprend qu'il est diabétique et qu'il devra se soigner à l'insuline jusqu'à la fin de ses jours.

### Épisode 3:Le Cercle vicieux
- États-Unis : 22 novembre 2006 sur NBC
- Belgique : 20 décembre 2007 sur RTL-TVI
- France : 19 janvier 2008 sur M6

Première journée : Allison va au travail ; vers midi elle est appelée au téléphone par l'infirmière de l'école d'Ariel qui lui indique que sa fille est malade. Se rendant à l'école, Allison est percutée par une voiture noire, dont le conducteur s'avère être un délinquant.
Deuxième journée : Allison revit la même journée que la veille. Mais elle prévient Scanlon de la rejoindre à l'endroit où elle se souvient avoir eu l'accident la veille. À l'heure de l'accident, ils voient passer la voiture noire, qui franchit un feu rouge. Scanlon suit la voiture et arrête le conducteur : c'est le juge Whittman qui est au volant. Plus tard, une prise d'otage a lieu, un otage est abattu par erreur par la police ; il s'agit du juge Whittman ! Allison reçoit un appel téléphonique de l'école qui lui apprend qu'Ariel s'est fait battre par une de ses camarades.
Troisième journée : Allison revit les mêmes journées que la veille et l'avant-veille. Préventivement, Scanlon et elle vont au bureau du juge Whittman : ce n'est pas l'homme qu'Allison avait vu le premier jour ! Ils suivent le juge jusqu'au restaurant. On apprend que le juge devait venir rencontrer d'autres magistrats pour évoquer un changement de procédure pénale. Soudain, une attaque a lieu : Scanlon se fait abattre, juste après avoir découvert l'indentité du tireur, un certain Mickaël Williams. Ariel, pour sa part, donne un coup de poing à une fille du collège.

### Épisode 4:Démons intérieurs
- États-Unis : 29 novembre 2006 sur NBC
- Belgique : 20 décembre 2007 sur RTL-TVI
- France : 12 janvier 2008 sur M6

Mark Sheppard : Dr Charles Walker / Jake Walker
Le fantôme d'un serial killer du XIXe siècle, le Dr Charles Walker, commence à nouveau à hanter les rêves d'Allison. Elle craint qu'il ne revienne pour perpétrer de nouveaux meurtres. Et ses peurs se matérialisent lorsqu'elle découvre un jeune homme ressemblant étrangement au docteur. Cet homme « s'intéresse » à une jeune fille, et Allison craint qu'il ne veuille la tuer.
Allison découvre alors que cet homme s'appelle Jack Walker et qu'il est l'arrière petit-fils de Charles Walker. C'est aussi un homme devenu ivrogne.

### Épisode 5:La Preuve en image
- États-Unis : 6 décembre 2006 sur NBC
- Belgique : 27 décembre 2007 sur RTL-TVI
- France : 19 janvier 2008 sur M6

À l'occasion de l'anniversaire de son mari Joe, Allison souhaite lui offrir un cadeau plus original qu'une cravate : son choix se porte sur un camescope. Mais, très vite, elle se rend compte que l'appareil diffuse des images troublantes alors qu'il ne contient ni batterie ni cassette. Elle ignore encore si ces images, montrant un jeune couple amoureux, sont liées ou non à une affaire de meurtre alors que la ville vit dans la peur d'un tireur embusqué qui a déjà tué une femme au hasard.
Allison se met à la recherche des deux jeunes gens qu'elle aperçoit sur la caméra, espérant leur éviter un sort funeste.
Elle découvre vite que l'homme, Travis, a procédé au tir et a tué la femme, car il s'est trompé de personne : il voulait en fait tuer un homme, et ce à la demande de sa petite amie. Celle-ci, d'ailleurs, s'empresse de le tuer d'une balle dans la tête lorsqu'elle le voit flancher.

### Épisode 6:Une simple intuition
- États-Unis : 13 décembre 2006 sur NBC
- Belgique : 27 décembre 2007 sur RTL-TVI
- France : 19 janvier 2008 sur M6

Une jeune fille est tuée et mutilée. Or Allison voit en rêve que le meurtrier est un certain Richard Gomez. Peu de temps après arrive Edward Cooper, célèbre profileur du FBI qui enquête sur une série de meurtres commis par la même personne. Lors de l'autopsie de la victime, Allison fait la supposition que Gomez ait pu être le meurtrier, mais Cooper lui rétorque que les crimes sont totalement différents.
Par la suite, Allison apprend que Gomez est mort neuf années plus tôt.
Puis elle voit en rêve Cooper tuer Gomez de deux coups de feu.
Concernant le meurtre de la jeune fille, un suspect est arrêté, nommé Warren Bell. Une seule chose le relie à la victime : l'ADN de poils de chien. Devalos, sentant sa position fragile, propose une reconnaissance de culpabilité en échange d'une peine réduite, ce qui rend Cooper furieux.
Allison voit en rêve Cooper voler l'enveloppe de poils de chien. À son réveil, elle apprend que Warren Bell a été mis en liberté car la pochette contenant les poils de chien a mystérieusement disparu du scellé des pièces à conviction.
Elle comprend que Cooper a subtilisé la pièce incriminante afin de faire libérer Bell, et le tuer ultérieurement, comme il l'avait fait pour Richard Gomez.
Elle révèle ses soupçons à Edward Cooper, qui lui confie alors que si elle dit vrai, elle ne peut pas le prouver. Et d'ailleurs, une telle « justice personnelle » ne serait-elle pas plus efficace que la justice publique ? Ceci trouble terriblement Allison. L'épisode se termine sur cette fin étrange.

### Épisode 7:Telles mères, telles filles
- États-Unis : 3 janvier 2007 sur NBC
- Belgique : 3 janvier 2008 sur RTL-TVI
- France : 26 janvier 2008 sur M6

Jennifer Lawrence (Claire)
La propriétaire d'un magasin de robes de mariés et sa fille adolescente ont été assassinées par arme à feu. 
Allison et Ariel rêvent toutes deux du drame. En évoquant leurs visions, elles remarquent que chacune a une approche tout à fait différente du crime commis. Ces deux points de vue inconciliables mettent en évidence trois suspects. En effet, tandis qu'Allison rêve de la mère et de son amant, devenu violent après une dispute de séparation, Ariel rêve successivement de la jeune fille qui a été en butte à un internaute rencontré sur un site social (« Shred 182 ») et à un jeune homme éconduit par sa fiancée qui renonce au mariage.
Allison doit donc écarter l'un des trois criminels virtuels pour cibler le bon tueur. Il s'agit là d'une démarche complexe, car il faut identifier le songe qui fournit les bons éléments. Allison se perd en conjectures et espère trouver des indices probants.
À la fin, on découvre que les rêves d'Allison et d'Ariel n'étaient pas inconciliables entre eux et que ces rêves montraient une même réalité sous deux points de vue différents, mais tronqués.

### Épisode 8:Toute la vérité, rien que la vérité
- États-Unis : 17 janvier 2007 sur NBC
- Belgique : 3 janvier 2008 sur RTL-TVI
- France : 26 janvier 2008 sur M6

Allison tente d'aider Devalos qui enquête sur la mort du député Raïkov. En effet, l'homme politique a été découvert pendu à son domicile, avec à ses côtés un ordinateur connecté sur des fichiers pornographiques. L'autopsie semble établir qu'il y aurait eu meurtre, et non suicide.
Parallèlement, Allison rêve d'un jeune adolescent perdu dans une grotte.
Aidée par Joe, elle trouve la grotte où gît le jeune garçon. Néanmoins, celui-ci est mort 15 ans auparavant, et ce ne sont que ses restes que l'on remonte.
Puis Allison voit en rêve le jeune garçon avec Raïkov, 15 ans plus jeune : il y a donc un lien entre les deux morts.
Devalos convoque le directeur de cabinet de Raïkov, Casey, qui doit lui succéder à l'Assemblée. Ce dernier dit ignorer les liens entre le garçon et le député.
Or Allison, par l'un de ses rêves, a vu Raïkov, le garçon mais aussi Casey, tous trois ensemble. Et elle apprend que Casey était à l'origine de la chute du garçon dans la grotte.
Casey se rebiffe contre les soupçons d'Allison et de Devalos : il n'a rien fait de mal et fait remarquer qu'on ne peut rien prouver contre lui, surtout 15 ans après la mort du garçon.

### Épisode 9:Mort d'un amoureux transi
- États-Unis : 24 janvier 2007 sur NBC
- Belgique : 10 janvier 2008 sur RTL-TVI
- France : 26 janvier 2008 sur M6

Un homme erre affolé dans la rue. Il rencontre un autre homme et lui annonce que sa femme a tenté de le tuer. L'autre rétorque : mais vous êtes mort, mon vieux !
Il s'agit des fantômes de deux hommes qui viennent de mourir assassinés.
Allison fait des rêves récurrents sur ces deux hommes.

### Épisode 10:La Poupée
- États-Unis : 31 janvier 2007 sur NBC
- Belgique : 10 janvier 2008 sur RTL-TVI
- France : 2 février 2008 sur M6

Les rêves d’Allison la conduisent vers un garçon de six ans qui, maltraité par son père, trouve du réconfort auprès d’une poupée qui lui parle et qu'il est seul à entendre. 
Lorsque l’homme décède « par accident » en tombant du toit, Allison comprend que la poupée a encouragé l’enfant à se débarrasser de son père… 
Allison parvient à subtiliser la poupée à l'enfant, mais la lui restitue peu de temps après.

### Épisode 11:Un vieil ami
- États-Unis : 7 février 2007 sur NBC
- Belgique : 17 janvier 2008 sur RTL-TVI
- France : 2 février 2008 sur M6

Un vieil ami d’Allison, le Texas-Ranger Kenneth Push, la contacte après avoir fait un rêve prémonitoire concernant le meurtre de deux ambulanciers par deux inconnus. Il semble en effet que depuis son coma, le Capitaine Push ait développé des capacités semblables à celles d'Allison. Il prévient Allison de son rêve, et effectivement on retrouve deux ambulanciers morts là où il l'avait dit.
Puis il continue à faire d'étranges rêves concernant le vol d'explosifs dans une armurerie.
Le capitaine Push apprend ensuite qu'il doit subir une intervention chirurgicale en urgence (changement de pacemaker).
Peu avant d'être endormi par l'anesthésiste, il comprend que les deux meurtriers sont un policier chargé de surveiller un détenu bosniaque : tous deux se sont concertés pour une évasion prochaine du bosniaque. 
Puis un nouveau rêve a lieu, mais cette fois-ci de la part d'Allison, qui apprend que l'hôpital va exploser à la suite du dépôt d'une bombe par le policier-terroriste.
Elle intervient avant que l'intervention chirurgicale n'intervienne : le policier et le bosniaque sont arrêtés par la police.

### Épisode 12:Joyeuse Saint-Valentin
- États-Unis : 14 février 2007 sur NBC
- Belgique : 17 janvier 2008 sur RTL-TVI
- France : 2 février 2008 sur M6

Au petit matin du jour de la Saint-Valentin, Allison se réveille, mais… son esprit n'est pas le sien : c'est celui d'une autre femme, qui dit s'appeler Sandra. Celle-ci ne reconnaît ni Joe (qui est interloqué) ni les filles. Elle s’enfuit de la maison en obligeant Joe à cacher la vérité aux enfants. Elle rentre « chez elle », c'est-à-dire la maison de Sandra. Dès que la femme de ménage arrive et voit cette inconnue (le corps d'Allison) dans la maison, elle appelle la police : Allison est placée en hôpital psychiatrique.
Petit à petit, la dénommée Sandra qui occupe le corps d'Allison fait des rêves et reconstitue ce qu'il s'est passé.
Quelques jours auparavant, elle avait découvert que son mari, un célèbre chirurgien, la trompait avec une autre femme. Alors qu'ils se disputaient en voiture, ils ont eu un accident en percutant un arbre.
Sandra découvre que son mari a été admis dans un hôpital, et décide de s'y rendre. Quelle n'est pas sa surprise en découvrant son autre elle-même avec son époux, tous deux en pleine convalescence face à cet accident qui finalement ne semble pas avoir été si dramatique.
Sandra commence alors à réaliser que la « vraie Sandra » est à côté de son époux, et qu'elle a pris le corps d'une autre personne nommée Allison.
Puis elle fait de nouveaux rêves. Elle découvre que son mari avait manigancé l'accident, et qu'elle est décédée durant cet accident, qui était en fait un meurtre prémédité par l'époux et sa maîtresse. Et son mari avait, durant les 18 derniers mois, profité de ses talents de chirurgien esthétique pour modifier le corps de sa maîtresse afin de la faire ressembler à Sandra. Peu après l'accident, après avoir enterré le corps de Sandra non loin du lieu de l'accident, la maîtresse s'est fait passer pour Sandra et le couple infernal s'est fait admettre à l'hôpital.

### Épisode 13:Comme si de rien n'était
- États-Unis : 21 février 2007 sur NBC
- Belgique : 24 janvier 2008 sur RTL-TVI
- France : 9 février 2008 sur M6

Allison fait un rêve dont l'action aura lieu dans 20 ans, et dans lequel sa fille Marie meurt d'une leucémie. À son réveil, Allison est fermement décidée à garder Marie dans un environnement sain : elle décide que Joe et elle vont vendre la maison pour en acheter une autre dans le « Lotissement du saule blanc ». Joe est en désaccord avec elle et essaie de la convaincre de rester rationnelle. Parallèlement, Scanlon enquête sur la mort suspecte d'un de ses proches amis, étudiant en médecine.
Par la suite, Allison fait un autre rêve dans lequel elle se voit, dans 20 ans, peu après la mort de sa fille Marie, tuer froidement avec un révolver le cancérologue qui venait de soigner Marie, en lui disant : « Tout ça est de votre faute, vous saviez tout ! ».
Or Scanlon, dans son enquête pour tenter de comprendre pourquoi son jeune ami est mort, fait la connaissance d'un de ses camarades de la faculté de médecine. Il le présente à Allison, qui reconnaît en cet étudiant le cancérologue qu'elle est censée assassiner 20 ans plus tard ! L'affaire de la mort mystérieuse de l'ami de Scanlon et les rêves d'Allsion semblent donc liés.

### Épisode 14:Cauchemar
- États-Unis : 28 février 2007 sur NBC
- Belgique : 24 janvier 2008 sur RTL-TVI
- France : 16 février 2008 sur M6

Allison rêve d’un couple d'amoureux s’écrasant à bord d’un petit avion privé. Le crash doit avoir lieu dans 10 jours. Avant d’en comprendre la signification, elle accompagne le procureur Devalos en prison, à la rencontre du tueur en série Sonny Troyer, dont elle avait contribué à l’arrestation puisqu’elle faisait les mêmes rêves que lui. Troyer, qui doit imminemment être extradé vers le Texas, propose à Devalos d'indiquer où est situé le corps d'une de ses victimes en échange d'une absence d'extradition vers le Texas.
Allison ayant parlé à Devalos du crash de l'avion, des recherches sont effectuées pour trouver le couple ou l'avion, mais en vain.
La veille du jour fatidique, Allison rêve que l'avion s'écrase sur le terrain de promenade des condamnés de la prison dans laquelle Sonny Troyer est incarcéré : il va profiter du désordre pour s'échapper.

### Épisode 15:Le Garçon d'à côté
- États-Unis : 7 mars 2007 sur NBC
- Belgique : 31 janvier 2008 sur RTL-TVI
- France : 23 février 2008 sur M6

Allison, âgée de 17 ans, rêve d'elle-même 25 ans plus tard, et se voit mère de trois filles, mariée à Joe ; elle apprend aussi qu'elle a rencontré son futur époux à l'université mais qu'elle avait failli le rencontrer à la « Fête de la science » organisée par le lycée.
La Allison d'aujourd'hui rencontre un ancien copain de lycée, Stephen, qui était secrètement amoureux d'elle à l'époque de ses 17 ans. Le problème est que Stephen est soupçonné d'avoir violé puis assassiné une adolescente, d'autant plus qu'il a déjà été condamné pour agression sexuelle.
Allison de 17 ans rêve de nouveau d'elle-même et de Stephen adultes et des crimes que ce dernier est susceptible d'avoir commis. Or comme elle en parle à sa meilleure amie, elle découvre qu'une famille vient de s'installer près de chez elle, et que le fils du couple s'appelle Stephen. Cet adolescent, en apparence gentil, tombe effectivement amoureux d'Allison qui, compte tenu de ses précédents rêves, fait tout pour l'éviter. Elle le soupçonne même d'avoir tué son petit chat après qu'elle a repoussé ses timides avances. Elle se rend à la « Fête de la science » dans l'espoir de voir si le Joe Dubois vu en rêve existe vraiment ou non, et tombe en arrêt devant le stand d'un certain Joseph Dubois, parti déjeuner. Surgit alors Stephen, et Allison quitte précitamment les lieux, ne rencontrant alors pas Joe.
La Allison d'aujourd'hui interroge Stephen sur les meurtres commis et lui annonce qu'en échange de ses aveux, la peine de mort ne sera pas demandée. Stephen lui répond qu'elle lui a déjà sauvé la vie 25 ans plus tôt, ayant frappé à sa porte pour lui apporter des cookies alors qu'il était sur le point de se suicider.

### Épisode 16:Le Démon de l'amour
- États-Unis : 28 mars 2007 sur NBC
- Belgique : 31 janvier 2008 sur RTL-TVI
- France : 1er mars 2008 sur M6

Devalos enquête sur la mort d'un de ses amis, prêtre catholique, et demande l'aide d'Allison. Cette dernière fait des rêves très perturbants sur une femme, qui semble être possédée par le Démon. Cette femme, assez jeune, habite chez sa mère et est mariée à Mickaël. 
Pendant ce temps, Joe parle avec son patron afin de diriger le prochain projet de la société, qui n'est pas une mince affaire. Lorsqu'il passe devant le détecteur de mensonges, à la question « Y a-t-il quelqu'un qui pourrait connaître ce que vous faites », il répond « non » et l'appareil s'affole, risquant de le voir évincé du projet.
À la fin de l'épisode, on saura pourquoi et comment le prêtre est décédé, et l'on apprendra que la jeune femme n'était pas « possédée » ni schizophrène comme on le pensait, mais victime d'une personne qui l'empoisonnait au LSD.

### Épisode 17:L'Angoisse et l'Espoir
- États-Unis : 4 avril 2007 sur NBC
- Belgique : 7 février 2008 sur RTL-TVI
- France : 8 mars 2008 sur M6

- Larry Miller (Dylan Kravitz)

Allison fait un rêve dans lequel elle voit une nouvelle fois un membre de sa famille en danger. Cette fois, il s'agit de Joe, pour lequel Arielle et elle ressentent une profonde angoisse inexpliquée, craignant pour sa vie.
Leur crainte se réalise : Joe, le directeur et deux autres collègues de la société Aerodytech sont pris en otages par un ex-salarié de la société qui a été récemment licencié pour incompétence professionnelle et qui a un cancer au cerveau.

### Épisode 18:Associations de bienfaiteurs
- États-Unis : 11 avril 2007 sur NBC
- Belgique : 7 février 2008 sur RTL-TVI
- France : 15 mars 2008 sur M6

Warren Kole (Wesley King)
Allison enquête sur une affaire de meurtre : un chef d'entreprise a été tué à coups de tisonnier. Parallèlement, le frère d'Allison, Michael, travaille en tant que « voyant » pour une hotline téléphonique. Son nouveau job le conduit à communiquer avec une cliente en Arizona : il s'agit de l'épouse de l'homme qui vient d'être assassiné.

### Épisode 19:Pour une poignée de diamants
- États-Unis : 25 avril 2007 sur NBC
- Belgique : 14 février 2008 sur RTL-TVI
- France : 22 mars 2008 sur M6

Allison fait des rêves récurrents : elle se voit dans la neige où elle découvre le corps d'une jeune femme. Effectivement, quelques jours après, on découvre le corps d'une jeune fille enfoui dans un congélateur. Son assassin est découvert mort, avec un message d'aveu. L'affaire semble donc résolue.
Néanmoins, les rêves d'Allison se poursuivent : la « victime » pourrait ne pas être morte ; il se pourrait que ce soit sa grande sœur qui ait été tuée pour un petit sac de diamants.

### Épisode 20:Le Meurtre…
- États-Unis : 2 mai 2007 sur NBC
- Belgique : 14 février 2008 sur RTL-TVI
- France : 29 mars 2008 sur M6

Neve Campbell (Debra Livingston)
Paxton est soupçonné d'avoir tué son épouse, qui allait bientôt le quitter, et de l'avoir décapitée, avant de cacher la tête.
Il passe en Cour d'assises, et devrait être condamné.
Allison, qui l'avait vu dans ses rêves à plusieurs reprises tuer sa femme, avait convaincu Devalos qu'il était le tueur. 
Sur ces entrefaites, Allison se fait une nouvelle amie en la personne de Debra Livingston, qui a embouti son véhicule.
Parallèlement, Joe est frustré par les séances de psychothérapie qu'il est en train de suivre. Il n'arrive pas à exprimer ses sentiments à Allison, car la récente prise d'otages l'affecte toujours autant.
Paxton est déclaré coupable par le jury, et devrait sous peu connaître la peine infligée.
Or un événement inattendu survient : on découvre une deuxième femme décapitée, mais sa tête manque, remplacée par celle de la première victime. Il semblerait donc que Paxton n'ait pas décapité son épouse et qu'un tueur rôde en liberté. Il est immédiatement libéré.

### Épisode 21:Les Traîtres…
- États-Unis : 9 mai 2007 sur NBC
- Belgique : 21 février 2008 sur RTL-TVI
- France : 29 mars 2008 sur M6

Neve Campbell (Debra Livingston)
L'enquête sur le meurtre de Nathalie Paxton progresse ; on sait désormais qu'un serial killer, appelé « le Décapiteur » par les journalistes, est en liberté. 
Allison, tandis qu'elle aide Devalos et Scanlon sur l'affaire, découvre que sa nouvelle amie Debra Livingston est la prochaine victime, ou alors la victime d'après. Elle va tout faire pour protéger Debra, y compris lui révéler ses dons de voyance, sans se douter que Debra va en faire part à la presse !

### Épisode 22:…Et l'Assassin
- États-Unis : 16 mai 2007 sur NBC
- Belgique : 21 février 2008 sur RTL-TVI
- France : 29 mars 2008 sur M6

Neve Campbell (Debra Livingston)
Allison et sa famille font « la une » des médias lorsque ses dons de médium sont révélés au public. Il lui faut trouver un moyen de mettre la main sur le serial killer par ses propres moyens, car elle ne peut plus demander l'aide de Devalos et Scanlon, écartés par un nouveau procureur à qui Devalos a fait appel, dans la mesure où Walter Paxton demande la condamnation de la ville à lui payer la somme de 50 millions de dollars pour détention abusive. 
Joe va voir son avocat pour lui demander son avis sur l'offre d'Aerodytech : son avocat lui annonce qu'il renonce à s'occuper de son affaire, puisque Joe, étant l'époux d'une « voyante », verra son crédit en justice totalement anéanti. Joe va voir alors son employeur, qui lui annonce la caducité de l'offre de 100 000 dollars : il ne fait plus partie de la société. Joe tombe alors dans le stress de perdre son emploi et les revenus qui y sont associés. 
Allison continue à faire des rêves, qui lui montrent qu'il y a en réalité deux assassins, dont l'un est une femme qui travaille dans un hôtel ! Elle s'en ouvre d'abord à Scanlon, qui avoue son impuissance, puis à Debra, susceptible d'être la prochaine victime du tueur. Debra se moque d'elle et la traite de folle. Néanmoins, peu de temps après, Debra est retrouvée morte, décapitée. 